# Alla Tscherkassowa
Alla Kostjantyniwna Tscherkassowa (ukrainisch Алла Костянтинівна Черкасова, internationale englische Schreibweise Alla Cherkasova; * 5. Mai 1989 in Lwiw, Ukrainische SSR, UdSSR) ist eine ukrainische Ringerin. Sie ist Medaillengewinnerin bei Olympischen Spielen sowie bei Welt- und Europameisterschaften.

## Werdegang
Alla Tscherkassowa begann als Jugendliche 2003 mit dem Ringen. Sie ist Mitglied des Sportclubs Kolos Lvov und wird seit 2004 von Andrei Pistun trainiert. Die 1,78 Meter große Athletin ist Sportlehrerin.
Ihre internationale Ringerlaufbahn begann sie im Jahre 2008. In diesem Jahr belegte sie bei der Junioren-Weltmeisterschaft in Istanbul in der Gewichtsklasse bis 59 kg Körpergewicht nach einer Niederlage im Halbfinale gegen Anastassija Brattschikowa aus Russland und einem Sieg über Aishan Ismagulowsa aus Aserbaidschan den 3. Platz. Im gleichen Jahr wurde sie dann auch schon bei der Weltmeisterschaft der Damen in Tokio eingesetzt, wo sie allerdings in der Gewichtsklasse bis 59 kg nach einem Sieg über Ludmilla Christea aus Rumänien und einer Niederlage gegen Elvira Mursalowa aus Aserbaidschan nur den 10. Platz belegte.
2010 gewann Alla Tscherkassowa in Nanjing/Volksrepublik China in der Gewichtsklasse bis 67 kg ein stark besetztes Welt-Cup-Turnier vor Badrachyn Odontschimeg aus der Mongolei, Qui Xiaoqing, Volksrepublik China und Mami Shinkai, Japan. Sie wurde dann in dieser Gewichtsklasse auch bei der Weltmeisterschaft in Moskau eingesetzt, wo sie mit Siegen über Kristie Marano (Davis), USA, Chen Ying, China und Natalja Semenzowa aus Aserbaidschan bei einer Niederlage im Halbfinale gegen Jelena Schalygina, Kasachstan, eine WM-Bronzemedaille gewann.
Nach einem Jahr Pause bei internationalen Meisterschaften war sie im März 2012 wieder bei der Europameisterschaft in Belgrad am Start und erreichte dort mit Siegen über Juli Bartnowskaja, Russland und Natalja Semnzowa das Finale. In diesem unterlag sie der Schwedin Henna Johansson und wurde damit Vize-Europameisterin. An den Olympischen Spielen 2012 in London konnte sie nicht starten, da ihre Gewichtsklasse  im September 2012 im kanadischen Strathcoona County teil, konnte dort in der Gewichtsklasse bis 63 kg nach einem Sieg über Sakshi Malik aus Indien und einer Niederlage gegen Jelena Schalygine aus Kasachstan nur den 7. Platz belegen.
Danach legte Alla Tscherkassowa eine zweijährige Wettkampfpause ein und startete erst 2015 wieder bei einigen internationalen Turnieren.
Im März 2016 startete sie erstmals wieder bei einer internationalen Meisterschaft, der Europameisterschaft in Riga. Sie gewann dort, nunmehr in der Gewichtsklasse bis 75 kg startend nach einem Sieg über Zsanett Nemeth, Ungarn, einer Niederlage gegen Yasemin Adar, Türkei und Siegen über Epp Mae, Estland und Daria Osocka, Polen eine Bronzemedaille. Im April 2016 qualifizierte sie sich mit einem 2. Platz hinter Yasemin Adar beim Olympia-Qualifikations-Turnier in Zrenjanin in der Gewichtsklasse bis 75 kg für die Teilnahme an den Olympischen Spielen in Rio de Janeiro. Bei den Olympischen Spielen dann traf sie in der ersten Runde ausgerechnet wieder auf Yasemin Adar, gegen die sie erneut verlor. Da Yasemin Adar das Finale nicht erreichte, schied Alla Tscherkassowa aus und kam nur auf den 11. Platz.
Bei der Europameisterschaft 2017 in Novi Sad startete sie in der Gewichtsklasse bis 69 kg. Sie besiegte dort A Focken aus Deutschland und Ilana Kratysch aus Israel, verlor dann gegen Maria Mamaschuk aus Belarus und sicherte sich danach durch einen Sieg in der Trostrunde über Buse Tosun, Türkei, erneut eine Bronzemedaille.
2018 erreichte Alla Tscherkassowa bei den Vorberteitungsturnieren auf die internationalen Meisterschaften schon hervorragende Platzierungen und siegte sogar bei den China Open im Juni 208 und bei den Poland-Open im August 2018. Bei der Europameisterschaft 2018 war sie jedoch nicht am Start. Bei der Weltmeisterschaft 2018 im Oktober 2018 in Budapest war sie dann in der Gewichtsklasse bis 68 kg in hervorragender Form und wurde mit Siegen über Maria Mamaschuk, Wiktoria Bobewa, Bulgarien, Zhou Feng, China und Koumba Larroque, Frankreich, neue Weltmeisterin.
Im April 2019 wurde sie dann in Bukarest in der gleichen Gewichtsklasse mit Siegen über Agnieszka Wieszczek-Kordus, Polen, Jenny Fransson, Schweden, Irina Netreba, Aserbaidschan und Adela Hanzlickowa, Tschechien, auch Europameisterin.
Bei den Olympischen Sommerspielen 2020 in Tokio erkämpfte sie sich im Halbschwergewicht-Wettbewerb die Bronzemedaille.

## Internationale Erfolge
| Jahr | Platz | Wettbewerb                                      | Gewichtsklasse | Ergebnisse |
| 2008 | 2.    | Golden-Grand-Prix in Baku                       | bis 59 kg      | hinter Ludmilla Christea, Rumänien, vor Elvira Mursalowa, Aserbaidschan |
| 2008 | 3.    | Junioren-WM (Juniors) in Istanbul               | bis 59 kg      | nach Siegen über Agata Pietrzyk, Polen, Sona Ahmadli, Aserbaidschan und Heidi Erdle, Kanada, einer Niederlage gegen Anastassija Brattschikowa, Russland und einem Sieg über Aishan Ismagulowa, Kasachstan |
| 2008 | 10.   | WM in Tokio                                     | bis 59 kg      | nach einem Sieg über Ludmilla Christea und einer Niederlage gegen Elvira Mursalowa |
| 2009 | 2.    | Welt-Cup in Taiyuan/Volksrepublik China         | bis 63 kg      | hinter Justine Bouchard, Kanada, vor Meng Lili, China und Mio Nishimaki, Japan |
| 2010 | 1.    | Welt-Cup in Nanjing/China                       | bis 67 kg      | vor Badrachyn Odontschimeg, Mongolei, Qui Xiaoqing, China und Mami Shinkai, Japan |
| 2010 | 3.    | WM in Moskau                                    | bis 67 kg      | nach Siegen über Kristie Marano (Davis), USA und Chen Ying, China, einer Niederlage gegen Jelena Schalygina, Kasachstan und einem Sieg über Natalja Semenzowa, Aserbaidschan                              |
| 2012 | 8.    | Intern. Ukr. Turnier in Kiew                    | bis 63 kg      | Siegerin: Ljubow Michailowna Wolossowa, Russland vor Julija Ostaptschuk, Ukraine |
| 2012 | 2.    | EM in Belgrad                                   | bis 67 kg      | nach Siegen über Julia Bartnowskaja und Natalja Semenzowa und einer Niederlage gegen Henna Johansson, Schweden                                                                                            |
| 2012 | 7.    | Poland-Open in Raciborz                         | bis 63 kg      | Siegerin: Anastasia Grigorjewa, Lettland vor Anastasia Huchok, Belarus |
| 2012 | 7.    | WM in Strathcoona County                        | bis 63 kg      | nach einem Sieg über Sakshi Malik, Indien und einer Niederlage gegen Jelena Schalygina, Kasachstan |
| 2015 | 3.    | Klippan-Lady-Open                               | bis 69 kg      | hinter Zhou Feng, China und Luz Clara Vazquez, Argentinien |
| 2015 | 6.    | Welt-Cup in St. Petersburg                      | bis 69 kg      | Siegerin: Kayoko Kudo, Japan vor Natalja Worobjowa, Russland |
| 2015 | 7.    | Poland-Open in Warschau                         | bis 75 kg      | Siegerin: Yasemin Adar, Türkei vor Epp Mae, Estland |
| 2016 | 2.    | „Dan-Kolow“ & „Nikola-Petrow“-Turnier in Sofia  | bis 69 kg      | hinter Alina Stadnyk-Machynja, Ukraine vor Wiktoria Bobewa, Bulgarien und Gabriela Peichewa, Bulgarien |
| 2016 | 1.    | Intern. Turnier in Kiew                         | bis 75 kg      | vor Alina da Silva Ferreira, Brasilien, Oksana Waschtschuk, Ukraine und Ljudmila Tichina, Ukraine |
| 2016 | 3.    | EM in Riga                                      | bis 75 kg      | nach einem Sieg über Zsanett Nemeth, Ungarn, einer Niederlage gegen Yasemin Adar und Siegen über Epp Mae und Daria Osocka, Polen                                                                          |
| 2016 | 2.    | Olympia-Qualif.-Turnier in Zrenjanin            | bis 75 kg      | hinter Yasemin Adar, vor Cynthia Vanessa Vescan, Frankreich und Maria Selmaier, Deutschland |
| 2016 | 11.   | OS in Rio de Janeiro                            | bis 75 kg      | nach einer Niederlage gegen Yasemin Adar |
| 2016 | 10.   | Golden-Grand-Prix in Baku                       | bis 75 kg      | Siegerin: Qiandegenchagan, vor Zhang Fenglin, beide China |
| 2017 | 1.    | Intern. Turnier in Kiew                         | bis 69 kg      | vor Alla Belinskaya, Ukraine, Ilana Kratysch, Israel und Aline Focken, Deutschland |
| 2017 | 2.    | „Dan-Kolow“ & „Nikola-Petrow“-Memorial in Russe | bis 69 kg      | hinter Aline Focken, vor Elmira Sidzikowa, Kasachstan und Diwja Kakran, Indien |
| 2017 | 3.    | EM in Novi Sad                                  | bis 69 kg      | nach Siegen über Aline Focken und Ilana Kratysch, einer Niederlage gegen Maria Mamaschuk, Belarus und einem Sieg über Buse Tosun, Türkei                                                                  |
| 2017 | 1.    | „Alexander-Medwed“-Preis in Minsk               | bis 69 kg      | vor Hanna Sadchanka, Belarus, Kristina Jeremina, Russland und Danta Domikaityte, Litauen |
| 2018 | 2.    | Klippan-Lady-Open                               | bis 68 kg      | hinter Danielle Lappage, Kanada, vor Tamyra Mariama Mensah-Stock, USA und Olivia Grace Di Bacco, Kanada                                                                                                   |
| 2018 | 3.    | Intern. Turnier in Kiew                         | bis 68 kg      | hinter Danielle Lappage und Olivia Grqace Di Bacco |
| 2018 | 1.    | China-Open                                      | bis 68 kg      | vor Wang Xiaoqian, Qin Sunning und Wang Jiao, alle China |
| 2018 | 1.    | Poland-Open                                     | bis 68 kg      | vor Dalma Caneva, Italien, Tamyra Mariama Mensah-Stock und Wang Jiao |
| 2018 | 1.    | WM in Budapest                                  | bis 68 kg      | nach Siegen über Maria Mamaschuk, Wiktoria Bobewa, Zhen Feng und Koumba Larroque, Frankreich |
| 2019 | 3.    | „Dan-Kolow“ & „Nikola-Petrow“-Memorial in Russe | bis 68 kg      | hinter Tamyra Mariama Mensah-Stock und Bachigul Balanijasowa, Usbekistan |
| 2019 | 1.    | EM in Bukarest                                  | bis 68 kg      | nach Siegen über Agnieszka Wieszczek-Kordus, Polen, Jenny Fransson, Schweden, irina Netrebo, Aserbaidschan und Adela Hanzlickowa, Tschechien                                                              |
| 2019 | 3.    | ES in Minsk                                     | bis 68 kg      | |
| 2021 | 3.    | OS in Tokio                                     | bis 68 kg      | Bronzemedaille |

## Erläuterungen
- alle Wettbewerbe im freien Stil
- OS = Olympische Spiele, WM = Weltmeisterschaft, EM = Europameisterschaft, ES = Europaspiele